# Мрокова
Мрокова (пол. Mrukowa) — село в Польщі, у гміні Осек-Ясельський Ясельського повіту Підкарпатського воєводства.
Населення — 616 осіб (2011).

## Розташування
Лежить над потоком Щава — лівої притоки річки Віслока. Знаходиться за 5 км на південний захід від центру гміни села Осек-Ясельський, 18 км на південь від повітового центру Ясло і за 63 км на південний захід від воєводського центру Ряшева.

## Історія села
Село було закріпачене у 1391 р. Знаходилося на польсько-українському пограниччі, піддалося латинізації та полонізації.
У другій половині XIX ст. в селі почався видобуток нафти, площа нафтовидобутку становила 32 гектари.
У 1889 р. в селі було 425 жителів (римо-католики). Хоча греко-католиків уже в селі не було, але за традицією воно все ще належало до парохії Перегримка Дуклянського деканату.
Під час Першої світової війни село зазнало руйнувань.
У 1975—1998 роках село належало до Кросненського воєводства.

## Демографія
Демографічна структура станом на 31 березня 2011 року:
|          | Загалом | Допрацездатний вік | Працездатний вік | Постпрацездатний вік |
| -------- | ------- | ------------------ | ---------------- | -------------------- |
| Чоловіки | 306     | 62                 | 211              | 33                   |
| Жінки    | 310     | 49                 | 200              | 61                   |
| Разом    | 616     | 111                | 411              | 94                   |